# 14才のハラワタ
『14才のハラワタ』（じゅうよんさいのハラワタ）は、2009年10月17日に公開された日本映画である。監督・脚本は佐山もえみ。短編映画館トリウッドと専門学校東京ビジュアルアーツの共同企画「トリウッドスタジオプロジェクト」の第4弾としてオリジナル脚本をもとに制作された。

## 出演者
- 原田ワタル：長野レイナ
- 佐藤ナツキ：水嶋瑞希
- 青木麗華：五十嵐令子
- 塾長：池上幸平
- ワタルの父：松田洋治
- ワタルの母：大家由祐子
- 祐輔：武田勝斗
- 祐輔の母：橘ゆかり

## スタッフ
- プロジェクトマネージャー：大槻貴宏
- プロデューサー：山本達也
- 技術プロデューサー：日根野晋一
- 監督・脚本：佐山もえみ
- 撮影：西岡ほさな
- 照明：三多祐也
- 録音：堀谷みなみ
- 助監督：近藤絢香・木内勇人
- 美術：大橋麻実
- 音楽：関島岳郎
- 宣伝：専門学校東京ビジュアルアーツ マスコミ編集学科・トリウッド宣伝ゼミ
- 配給：短編映画館トリウッド
- 制作：専門学校東京ビジュアルアーツ 映画学科
- 製作：トリウッドスタジオプロジェクト（短編映画館トリウッド／専門学校東京ビジュアルアーツ）

## 作品の展開
- 2009年7月25日：試写会
- 2009年10月17日 - 11月19日：ロードショー公開
- 2010年7月23日：DVD発売／TSUTAYAレンタル
- 2010年7月24日 - 7月30日：再上映
- 2010年9月18日 - 9月24日：再上映
- 2011年3月21日 - 4月1日：再上映